# تالار مشاهیر لیگ برتر فوتبال انگلستان
تالار مشاهیر لیگ برتر فوتبال انگلستان (به انگلیسی: Premier League Hall of Fame) جایزه‌ای است که به بازیکنان بازنشسته که در لیگ برتر انگلستان بازی کرده‌اند پس از برگزاری رای‌گیری داده می‌شود. تاکنون آلن شیرر، تیری آنری، اریک کانتونا، روی کین، فرانک لمپارد، دنیس برکمپ، استیون جرارد و دیوید بکام این تالار پذیرفته شده‌اند.

## اعضا تالار مشاهیر
| GK | دروازه‌بان |
| DF | مدافع     |
| MF | هافبک     |
| FW | مهاجم     |

(* افتخارات فقط شامل رقابت داخلی می‌شود، یعنی هیچ مسابقه ای اروپایی یا بین‌المللی محسوب نمی‌شود.)
| سال  | نام       | بازی | گل  | پست | سال‌های بازی     | باشگاه‌ها                      | افتخارات | منبع  |
| ---- | --------- | ---- | --- | --- | --------------- | ----------------------------- | --- | ----- |
| ۲۰۲۱ | آلن شیرر  | ۴۴۱  | ۲۶۰ | FW  | ۱۹۹۲–۲۰۰۶       | بلکبرن روورز، نیوکاسل یونایتد | ۱ قهرمانی لیگ برتر (۱۹۹۴–۱۹۹۵)، ۲ بازیکن سال پی‌اف‌ای (۱۹۹۴–۱۹۹۷)، ۷ تیم سال پی‌اف‌ای (۱۹۹۱–۱۹۹۸، ۲۰۰۲)، ۳ کفش طلای لیگ برتر انگلستان (۱۹۹۴–۱۹۹۶)، جزو بازیکنان لیگ برتر انگلستان با بیش از ۱۰۰ گل، تیم قرن پی‌اف‌ای | [ ۲ ] |
| ۲۰۲۱ | تیری آنری | ۲۵۸  | ۱۷۵ | FW  | ۱۹۹۹–۲۰۰۷، ۲۰۱۲ | آرسنال                        | ۲ قهرمانی لیگ برتر (۲۰۰۲، ۲۰۰۴)، ۲ بازیکن سال پی‌اف‌ای (۲۰۰۲–۲۰۰۳، ۲۰۰۳–۲۰۰۴)، ۳ قهرمانی جام حذفی انگلستان (۲۰۰۲، ۲۰۰۳، ۲۰۰۵)، ۶ تیم سال پی‌اف‌ای (۲۰۰۰ تا ۲۰۰۶)، ۴ کفش طلای لیگ برتر فوتبال انگلستان (رکورد بی سابقه با ۴ بار دریافت جایزه)(۰۲–۲۰۰۱، ۰۴–۲۰۰۳، ۰۵–۲۰۰۴، ۰۶–۲۰۰۵)، ۲ جام خیریه انگلستان (۲۰۰۲، ۲۰۰۴)، تیم قرن پی‌اف‌ای | [ ۲ ] |